# Száraz Benjamin
Száraz Benjamin (Érsekújvár, 1998. március 9. –) szlovákiai magyar labdarúgó, a Zemplín Michalovce játékosa kölcsönben a DAC csapatától.

## Pályafutása
Nagykér községből származik. Pályafutását is itt kezdte, majd játszott az ŠK Šurany és a Senica csapatában. 2017-ben Dunaszerdahelyre igazolt. Első szezonjában egy mérkőzésen, a MFK Ružomberok elleni kupatalálkozón, kapott lehetőséget, majd fokozatosan egyre több alkalommal számított rá a klub vezetőedzője és idővel a csapat második számú kapus lett. 2019 februárjában az idény hátralevő részére kölcsönadták a Gabčíkovo csapatának.
2019. október 30-án csereként állt be a Spartak Trnava elleni kupamérkőzésen a kiállított Martin Jedlička helyére. A 0-0-s döntetlent hozó rendes játékidő után a büntetőpárbajban két lövést is hárított, ennek köszönhetően pedig a DAC jutott a következő fordulóba. 2021 nyarán kölcsönbe került a Zemplín Michalovce csapatához.

## További információ
- Száraz Benjamin a DAC honlapján
- Száraz Benjamin a Soccerway honlapján
- Száraz Benjamin a Transfermarkt oldalán